# 达尔本丁
达尔本丁  是巴基斯坦俾路支省的一座城镇 ，以水果果园最为著名。
2011年1月19日，该地遭到里氏7.2级地震的重创。当地人口稀疏，总人口约15,000人。 海拔843 m (2769 ft)。

## 参閱
- 达尔本丁机场